# 大浦洞1號飛彈
大浦洞1号导弹（羅馬化：Taepodong-1），朝鲜称白头山1号导弹（백두산 1호），是朝鲜研制的中近程彈道飛彈，射程為2500公里。
據韓國《中央日報》2月15日援引該國官方消息稱，朝鲜已經成功研發出了“飛毛腿─ER”新型導彈。與“大浦洞”以及“芦洞”導彈不同，該型導彈是專門為對付韓國而開發的，射程可達600─1000公里。
美國又稱朝鲜擁有8顆核彈，美國《華盛頓郵報》引用美國政府公布的一份關於朝鮮核能力的最新評估報告稱，美國將朝鮮擁有原子彈的數量由原先估計的“大約2顆”提高到了“至少8顆”。
根據導彈的大小、所攜燃料成分、以及燃料份量，有估計指兩節型號的射程可達4000公里，而三節型號射程更可達4500公里，可能成為朝鲜射程最遠的導彈。

## 名稱問題
根據朝鲜方面的新聞公告，它的正式名字應該是白頭山1號。大浦洞這個名字源於西方社會在發現飛彈時，一直沿用飛彈發射場所在地舞水端里在日治時期的名稱大浦洞。

## 历史
朝鲜科研出版部門工作的Kim Kil Son曾稱，該國早在1987年已經開始研發導彈。1998年朝鲜宣布用它进行了发射该国第一颗卫星，结果失败。導彈飛越日本領空後爆炸，坠入太平洋中，外界猜测是由于第三级火箭故障。 
有關大浦洞1号導彈推進器的資料，只有很少能從公共領域取得。視乎不同的射程，導彈估計可載重700至1000公斤，能裝載常規武器、核生化武器、以及圍繞地球軌道的人造衛星。
但由於朝鲜政府尚未能展示研發重返大氣層載具的能力，所以大浦洞1号導彈和大浦洞2号導彈都仍未能運載人造衛星。